# Atrina seminuda
Atrina seminuda es una especie de molusco bivalvo marino de la familia Pinnidae. 

## Descripción
Se caracteriza por presentar una concha grande entre unos 150 - 200 mm en forma triangular o de cuña, las valvas presentan ornamentaciones formando de 10 a 20 hileras radiales de proyecciones espinosas tubulares las cuales suelen estar ligeramente curvadas. La superficie de las valvas suelen observar finas marcas que corresponden a las líneas de crecimiento. La coloración es variable oscilando desde el marrón oscuro hasta el marrón verdoso. En el cuerpo del animal destaca el gran desarrollo del músculo aductor posterior, el cual en individuos de tamaños entre 150 y 200 mm puede alcanzar un diámetro de unos 40 mm.

## Distribución
Se puede encontrar a lo largo de la costa atlántica de América del Norte, desde Carolina del Norte hasta Texas y el mar Caribe hasta las costas de Argentina. Para el Caribe venezolano se le ha señalado para las costas de los estados Falcón, Vargas, Miranda, Anzoátegui, Sucre y Nueva Esparta.

### Hábitat
Atrina seminuda es un habitante endobéntico, por lo general fijado mediante un fuerte biso secretado por el animal a rocas y grava del sustrato en zonas de alta energía. Asociados a las caras externas de las valvas de Atrina seminuda suelen habitar una serie de organismos epibiontes siendo entre ellos los más comunes moluscos gastrópodos, bivalvos y Poliplacóforos.

## Galería

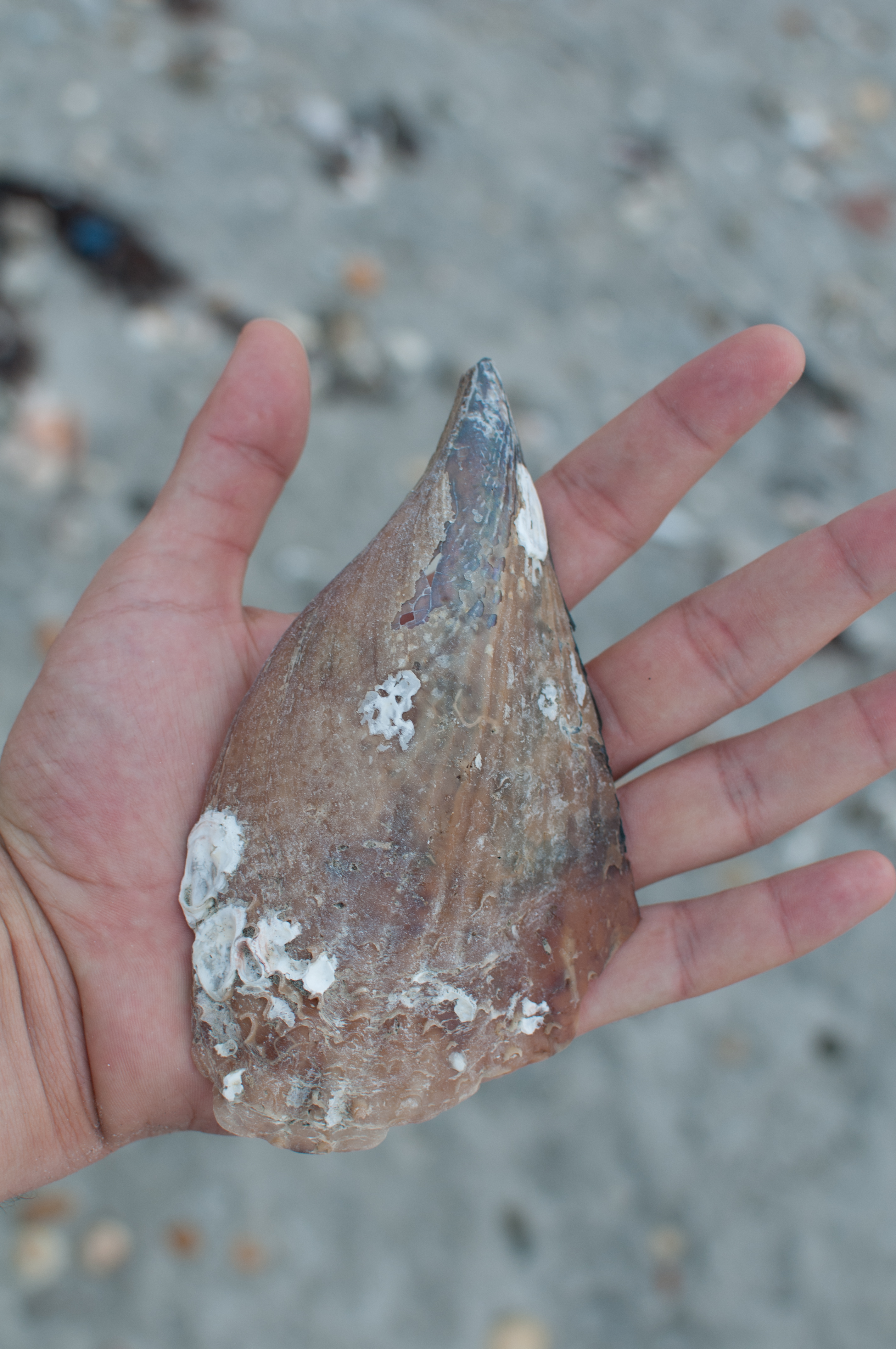
Vista externa de una valva de Atrina seminuda donde se pueden apreciar epibiontes asociados a esta especie.
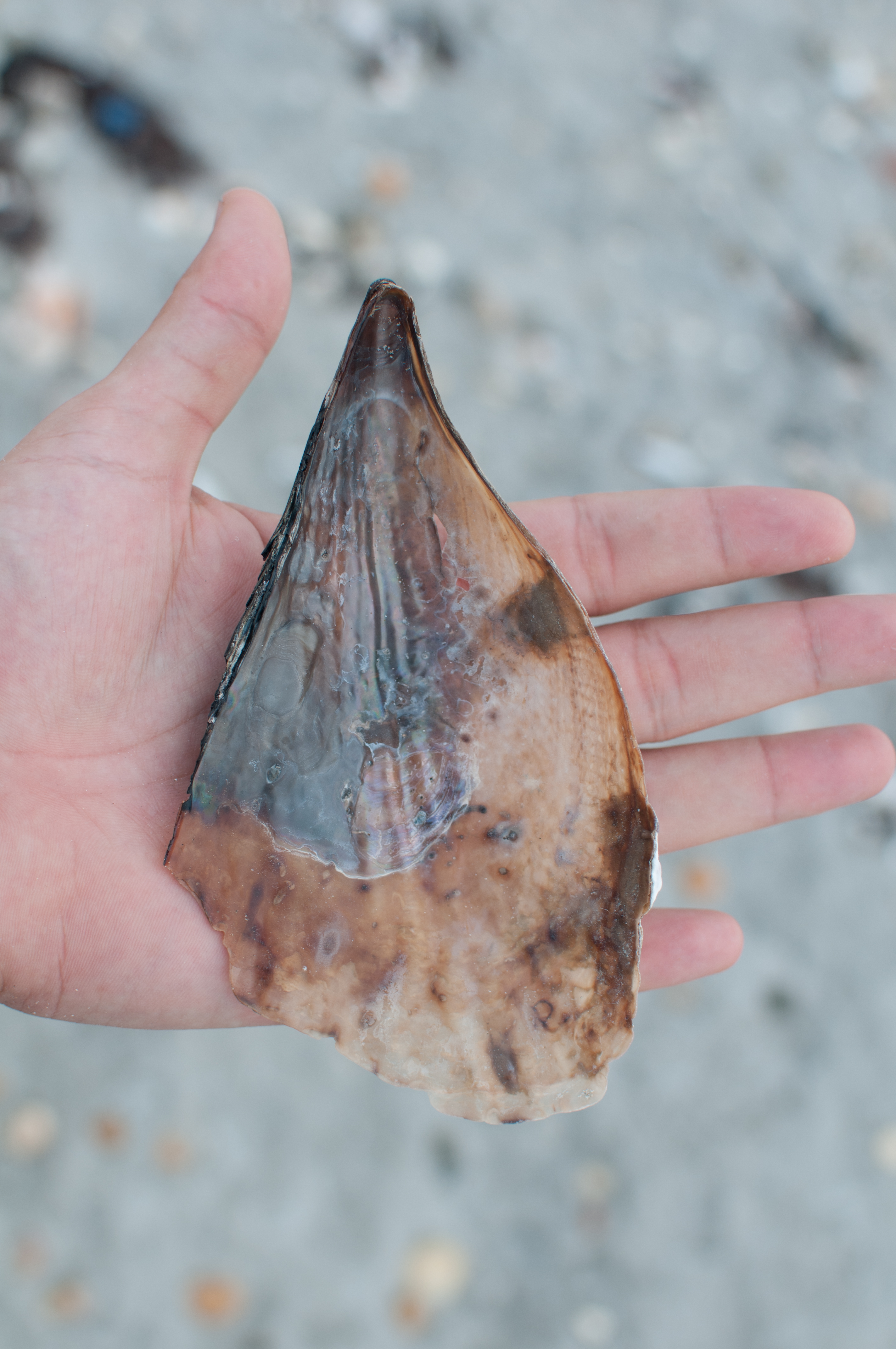
Vista interna de una valva de Atrina seminuda

## Nombres comunes
De la tradición popular venezolana en sus costas este bivalvo es conocido con varios nombres como son: rompechinchorro, hacha, cocha abanico, papa reina y cucharon